# Kuon
Kuon är ett skräckspel till Playstation 2 som utvecklades av From Software och släpptes i Europa 28 april 2006. Det är väldigt likt Project Zero-serien som har blivit mycket populär.

## Handling
Spelet utspelar sig i medeltida Japan och är uppdelat i tre faser.
- Yin Phase handlar om Utsuki, dotter till en exorcist som har blivit kallad för att undersöka the manor. När han inte kommer tillbaka så beger sig Utsuki och hennes syster ut för att hitta honom. När de väl går in i the manor så blir Utsukis syster försatt i trans och även hon försvinner.
- Yang Phase handlar om Sakuya, en av Utsukis fars lärlingar. Hon och de andra lärlingarna har begett sig till the manor för att undersöka de mystiska händelserna.
- Kuon Phase är den tredje, gömda, fasen. Den binder ihop handlingen av de båda andra faserna.